# Joseph Paul Meslé
Joseph Paul Meslé né le 25 janvier 1855 à Saint-Servan et mort le 20 juin 1927 à La Ferté-sous-Jouarre est un peintre français.

## Biographie
Attiré vers le dessin dès son plus jeune âge, Joseph Paul Meslé entre à l'École des beaux-arts de Rennes, puis perfectionne sa formation à l’École des beaux-arts de Paris dans l'atelier de Léon Bonnat vers 1875. Il expose au Salon dès 1879, puis l'année suivante au Salon des artistes français. En 1892, il expose au Salon de la Société nationale des beaux-arts dont il deviendra sociétaire en 1894.
Meslé séjourne une dizaine d'années à Reims — où il acquiert une réputation de portraitiste — et fait la connaissance de Pol Neveux (1865-1939), futur membre de l'Académie Goncourt, qui lui écrira un texte pour une exposition à la galerie Georges Petit à Paris.
Il s'installe ensuite vers Château-Thierry. Il épouse Hyacinthe Bremontier en 1890 et s'installe un court moment à Jaulgonne, à proximité du peintre et ami Léon Lhermitte. Il fait l'acquisition d'une maison à Chamigny en 1896 où il installe un atelier. Il se lie d'amitié avec d'autres peintres comme Fernand Sabatté (1874-1940), Louis-Alexandre Bouché (1838-1911), Amédée Servin et rencontre André Planson (1898-1981), à qui il prodigue quelques conseils.
En 1925, des collectionneurs américains font l'acquisition de son fonds d'atelier.
Une partie de ses œuvres furent détruites lors du bombardement de Rennes[Lequel ?].
Joseph Paul Meslé meurt le 20 juin 1927 alors qu'il est à la terrasse du restaurant Le Bec Fin à La Ferté-sous-Jouarre. Il est inhumé au cimetière de cette localité, où il est rejoint par son épouse en 1950. Une stèle est inaugurée le 25 juin 1939 par Charles Chalamon, vice-président du conseil général et maire de Luzancy.

## Œuvres dans les collections publiques

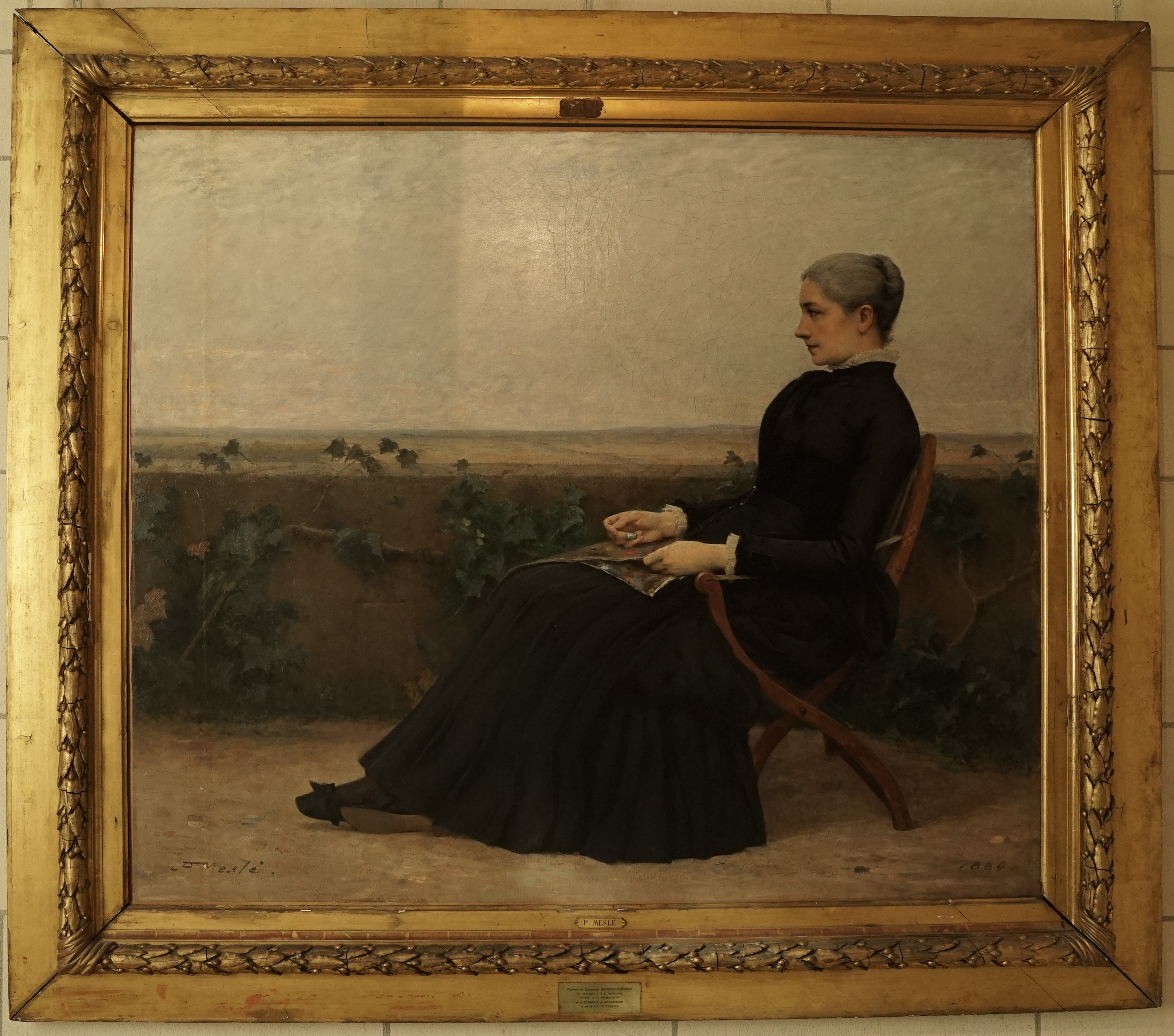
Portrait de Marie-Clémentine Brisset-Fossier (1884), Reims, musée-hôtel Le Vergeur.

- La Roche-sur-Yon, musée municipal : Portrait de la comtesse de Laveson de Garnerans, 1887, huile sur toile, 108 × 77 cm.
- Montpellier, musée Fabre.
- Paris, musée d'Orsay: Village en lisière de bois, 1907, dessin au crayon et rehauts de craie.
- Pau, musée des Beaux-Arts : Portrait de la sœur, 1886, huile sur toile.
- Reims :
  - musée-hôtel Le Vergeur : Portrait de Marie-Clémentine Brisset-Fossier, 1884, huile sur toile.
  - musée des Beaux-Arts :
  - Givre et brouillard à Togny-aux Bœufs, pastel ;
  - Une rue de Chamigny,
  - Neige et clair de lune à Chamigny,
  - Le Docteur Henri Vincent,
  - Matin d'hiver,
  - Paysage,
  - Matinée de fin d'hiver, 1895, huile sur toile ;
  - Henry Vasnier, 1895, huile sur toile ;
  - Mademoiselle Marie P., 1896, huile sur toile.
- Rennes, musée des Beaux-Arts :
  - À la cuisine, 1888, huile sur toile, 46,5 × 38 cm ;
  - Lever de Lune sur la plaine, huile sur toile.

## Salons et expositions
- Salon de 1879.
- Salon des artistes français, de 1880 à 1890.
- Salon de la Société nationale des beaux-arts de 1890.
- Exposition universelle de 1900, Paris, médaille d'argent.
- Galerie Georges Petit, Paris[Quand ?].
- Hommage à Meslé, Chamigny, du 10 au 13 avril 1992.
- Femmes ! les Silences de la peinture. 1848-1914, du 30 avril au 30 octobre 2016, Chatou, musée Fournaise (Portrait de la comtesse de Laveson).